# Pacific Swift
Le Pacific Swift est une goélette à hunier, à coque bois, construite en 1986 à Vancouver au Canada pour l'Exposition internationale de 1986.
Elle appartient et est gérée par l'association SALTS (Sail and Life Training Society (en)).

## Histoire
Le Pacific Swift a été construit sur le modèle d'un brick ancien datant de 1778 et se nommant Swift.
La SALTS, association gestionnaire, a reçu en 1998 la récompense de l'association américaine de formation de voile (ASTA) pour son action de formation de la voile.
Elle possède aussi d'autres navires comme le Pacific Grace.
Le Pacific Swift propose de longues croisières en mer en se rendant soit en Australie ou en Europe, et aussi en visitant des pays isolés comme l'île de Pâques ou l'île Pitcairn.
Lorsqu'il n'est pas en haute mer, il organise des stages de formation de 5 à 10 jours autour de l'île de Vancouver et le long de la côte de la Colombie-Britannique pour les jeunes de 13 à 25 ans durant les vacances d'été.